# Skyrocket (企業)
Skyrocket株式会社（スカイロケット、英: Skyrocket Corporation）は、ニュースサイトである「NewSphere」や音楽動画配信サービスである「lute」の配信などを行う日本の企業。

## 概要
2016年10月に設立。設立の1か月後に株式会社ザッパラスから「NewSphere」の事業譲渡を受けた。2020年4月には、2019年12月に破産手続開始決定を受けたlute株式会社の破産管財人が実施した競売により、「lute」の全権利をluteの破産管財人から取得し、同年9月から「lute」のサービスを再開した。
Skyrocketはluteの全権利を取得したことにより、これまでの「NewSphere」の運営の他にも、「lute」の運営も手掛けることになった。

## 沿革
- 2016年
  - 10月20日 - 設立。
  - 11月9日 - ザッパラスから「NewSphere」事業を譲受。
- 2020年
  - 4月 - luteの破産管財人が実施した競売により、「lute」の全権利を取得。
  - 9月1日 - Skyrocketによる「lute」のサービスを開始。

## 主なサービス

### NewSphere
国際的な視点・価値観・知性を届けるメディア。

### SighPost
NewSphereにおいて、食や旅行関係を扱う。

### DIRECTION
NewSphereにおいて、アートやデザイン関連を扱う。